# Escudo de Guadalajara (España)

Escudo de Guadalajara

El escudo de Guadalajara (España) posee la siguiente descripción heráldica:
En un campo de azur (azul) tachonado de estrellas de plata, acompañadas de un creciente  del mismo metal (color) y terrazado de sínople (verde); una ciudad de oro, almenada, mamposteada de sable (negro) y aclarado de gules (rojo) y sumada de un banderín de gules cargado con un creciente de plata; la ciudad acompañada de un caballero en su color, armado de plata, portando en su diestra un confalón de gules cargado con una cruz y astado de sable, montado sobre un caballo de gules con silla de plata y riendas de sable; el caballero acompañado en su diestra de tres soldados en su color, armados con lanzas de sable.
Escudo sobre pergamino heráldico de oro.
Al timbre corona real cerrada que es un círculo de oro, engastado de piedras preciosas, compuesta de ocho florones de hojas de acanto, visibles cinco, interpoladas de perlas y de cuyas hojas salen sendas diademas sumadas de perlas, que convergen en el mundo de azur, con el semimeridiano y el ecuador en oro, sumado de cruz de oro. La corona forrada de gules o rojo.
El escudo alude a la conquista de Guadalajara, que fue denominada en árabe Wad-al-Hayara, la noche del 24 de junio del año 1085, por un ejército dirigido por Álvar Fáñez, pariente y teniente de la mesnada del Cid.